# 107e méridien est
En géographie, le 107e méridien est est le méridien joignant les points de la surface de la Terre dont la longitude est égale à 107° est.

## Géographie

### Dimensions
Comme tous les autres méridiens, la longueur du 107e méridien correspond à une demi-circonférence terrestre, soit 20 003,932 km. Au niveau de l'équateur, il est distant du méridien de Greenwich de 11 911 km,.
Avec le 73e méridien ouest, il forme un grand cercle passant par les pôles géographiques terrestres.

### Régions traversées
En commençant par le pôle Nord et descendant vers le sud au pôle Sud, Le 107e méridien est passe par:
| Coordonnées           | Pays, territoire ou mer  | Notes |
| --------------------- | ------------------------ | --- |
| 90° 00′ N, 107° 00′ E | Océan Arctique           | |
| 79° 51′ N, 107° 00′ E | Mer de Laptev            | |
| 78° 11′ N, 107° 00′ E | Russie                   | Krai de Krasnoïarsk — Île Maly Taïmyr, Terre du Nord |
| 78° 05′ N, 107° 00′ E | Mer de Laptev            | Passe entre les îles Ostrova Komsomol'skoy Pravdy, Krai de Krasnoïarsk, Russie (à 77° 20′ N, 107° 00′ E) |
| 77° 00′ N, 107° 00′ E | Russie                   | Krai de Krasnoïarsk — Péninsule de Taïmyr |
| 76° 44′ N, 107° 00′ E | Baie Zaliv Faddeya (en)  | |
| 76° 30′ N, 107° 00′ E | Russie                   | Krai de Krasnoïarsk — Péninsule de Taïmyr |
| 73° 28′ N, 107° 00′ E | Golfe de Khatanga        | |
| 73° 09′ N, 107° 00′ E | Russie                   | Krai de Krasnoïarsk République de Sakha — à partir de 69° 33′ N, 107° 00′ E Krai de Krasnoïarsk — à partir de 64° 24′ N, 107° 00′ E Oblast d'Irkoutsk — à partir de 63° 58′ N, 107° 00′ E République de Bouriatie — à partir de 52° 43′ N, 107° 00′ E (la frontière se situe dans le Lac Baikal)                                        |
| 50° 12′ N, 107° 00′ E | Mongolie                 | Passe juste à l'est de Oulan-Bator (à 47° 55′ N, 106° 54′ E) |
| 42° 19′ N, 107° 00′ E | Chine                    | Mongolie Intérieure Ningxia – à partir de 38° 06′ N, 107° 00′ E Gansu – à partir de 37° 07′ N, 107° 00′ E Shaanxi – à partir de 35° 05′ N, 107° 00′ E Sichuan – à partir de 32° 42′ N, 107° 00′ E Chongqing – à partir de 30° 03′ N, 107° 00′ E Guizhou – à partir de 28° 47′ N, 107° 00′ E Guangxi – à partir de 25° 28′ N, 107° 00′ E |
| 21° 57′ N, 107° 00′ E | Viêt Nam                 | Le continent et l'Île de Cat Ba |
| 20° 44′ N, 107° 00′ E | Mer de Chine méridionale | Golfe de Tonkin |
| 17° 09′ N, 107° 00′ E | Viêt Nam                 | |
| 16° 18′ N, 107° 00′ E | Laos                     | |
| 14° 21′ N, 107° 00′ E | Cambodge                 | |
| 12° 05′ N, 107° 00′ E | Viêt Nam                 | |
| 10° 31′ N, 107° 00′ E | Mer de Chine méridionale | Passe par les Îles Badas (en), Indonésie (at 0° 37′ N, 107° 00′ E) Passe juste à l'ouest de Pulau Pongok (en), Indonésie (à 2° 53′ S, 107° 01′ E) Passe juste à l'est de Pulau Lepar (en), Indonésie (à 2° 57′ S, 106° 54′ E) |
| 2° 53′ S, 107° 00′ E  | Mer de Java              | |
| 6° 00′ S, 107° 00′ E  | Indonésie                | Île Java - passe juste à l'est de Jakarta (aà6° 10′ S, 106° 49′ E) |
| 7° 27′ S, 107° 00′ E  | Océan indien             | |
| 60° 00′ S, 107° 00′ E | Océan Austral            | |
| 66° 28′ S, 107° 00′ E | Antarctique              | Territoire antarctique australien, Territoires revendiqués par l' Australie |